# Musigati
Musigati (Commune of Musigati) ist eine Gemeinde im Nordwesten von Burundi in der Provinz Bubanza.

## Geografie
Die Kommune liegt im zentralen Teil der Provinz und erstreckt sich von der Nordgrenze der Provinz nach Süden, wo die Gemeinden Rusekabuye, Mwanda, Muramba und Muramba angrenzen. Die Kommune besteht aus zahlreichen kleinen Ortschaften und Marktflecken.